# Richard Madden
Richard Madden (Elderslie, Skócia, 1986. június 18. – ) Golden Globe-díjas skót színész. 
Legismertebb filmes televíziós szerepe Robb Stark volt az HBO Trónok harca című fantasy-sorozatában, 2011 és 2013 között.

## Élete és pályafutása
1986. június 18-án született Elderslieben. Két nővére van. Édesanyja általános iskolai tanár, édesapja tűzoltóként dolgozott. 11 évesen kapta első szerepét a Complicity című filmben. 1999 és 2000 között a Barmy Aunt Boomerang című sorozatban szerepelt. Madden 2007-ben végzett a glasgow-i Royal Conservatoire of Scotlandban. 2009-ben szerepelt a Hope Springs című sorozatban. 2010-ben a Worried About the Boy című filmben szerepelt. 2011 és 2013 között a Trónok harca című sorozatban szerepelt. 2014-ben a Klondike című sorozatban szerepelt. 2015-ben a Hamupipőke című filmben szerepelt. 2016-ban A forradalom napján című filmben. 2017-ben szerepelt az Electric Dreams című sorozatban. 2019-ben a Rocketman című filmben szerepelt. 2021-ben az Örökkévalók című filmben szerepelt.

## Filmográfia

### Film
| Év   | Magyar cím          | Eredeti cím  | Szerep               | Magyar hang   |
| ---- | ------------------- | ------------ | -------------------- | ------------- |
| 2000 |                     | Complicity   | Andy fiatalon        |               |
| 2010 |                     | Chatroom     | Ripley               |               |
| 2011 |                     | Strays       | Elliot               |               |
| 2013 |                     | A Promise    | Friedrich Zeitz      |               |
| 2015 | Hamupipőke          | Cinderella   | Károly herceg        | Szatory Dávid |
| 2015 |                     | Group B      | Shane Hunter         |               |
| 2016 | A forradalom napján | Bastille Day | Michael Mason        | Csőre Gábor   |
| 2018 | Ibiza               | Ibiza        | Leo West             |               |
| 2019 | Rocketman           | 'Rocketman   | John Reid            | Dévai Balázs  |
| 2019 | 1917                | 1917         | Joseph Blake hadnagy | Renácz Zoltán |
| 2021 | Örökkévalók         | Eternals     | Ikarisz              | Bárnai Péter  |

### Televízió
| Év        | Magyar cím         | Eredeti cím             | Szerep                | Megjegyzések                                                     |
| --------- | ------------------ | ----------------------- | --------------------- | ---------------------------------------------------------------- |
| 1999–2000 |                    | Barmy Aunt Boomerang    | Sebastian Simpkins    | főszereplő                                                       |
| 2002      | Taggart felügyelő  | Taggart                 | Christie              | 1 epizód                                                         |
| 2009      |                    | Hope Springs            | Dean McKenzie         | főszereplő                                                       |
| 2010      |                    | Worried About the Boy   | Kirk Brandon          | tévéfilm                                                         |
| 2011      |                    | Sirens                  | Ashley Greenwick      | főszereplő                                                       |
| 2011–2013 | Trónok harca       | Game of Thrones         | Robb Stark            | - főszereplő - magyar hangja: - Csőre Gábor                      |
| 2012      |                    | Birdsong                | Michael Weir kapitány | főszereplő                                                       |
| 2014      |                    | Klondike                | Bill Haskell          | főszereplő                                                       |
| 2015      |                    | Lady Chatterley's Lover | Oliver Mellors        | tévéfilm                                                         |
| 2016      | A Mediciek hatalma | Medici                  | Cosimo de’ Medici     | - főszereplő és vezető producer - magyar hangja: - Szatory Dávid |
| 2017      |                    | Electric Dreams         | Ross ügynök           | 1 epizód                                                         |
| 2018      | Testőr             | Bodyguard               | David Budd            | főszereplő                                                       |
| 2023–     | Citadel            | Citadel                 | Mason Kane            | főszereplő                                                       |

### Videójátékok
| Év   | Cím                                           | Szinkronszerep           |
| ---- | --------------------------------------------- | ------------------------ |
| 2013 | Castlevania: Lords of Shadow - Mirror of Fate | Trevor Belmont / Alucard |
| 2014 | Castlevania: Lords of Shadow 2                | Alucard                  |

## Díjak és jelölések
- Jelölés — Scream Award, legjobb szereplőgárda (Trónok harca, 2011)
- Jelölés — Screen Actors Guild-díj, Legjobb szereplőgárda (drámasorozat) – többi szereplővel megosztva (Trónok harca, 2011)
- Díj — National Television Awards - legjobb drámai alakítás kategóriában (Bodyguard, 2019) [17]
- Díj  — Golden Globe-díj a legjobb férfi főszereplőnek - dráma tévésorozat (Bodyguard, 2019)